# معركة تركي
معركة تركي المعروفة أيضًا بـعملية تركي بول 1, دارت خلال 40 ساعة بالقرب من بلدة بعقوبة في العراق، في أطراف قرية تركي في محافظة ديالى بين المظليين الأمريكيين من الفرقة 82 المحمولة جواً وقوات المتمردين المدربين تدريبًا جيدًا في نوفمبر 2006.

## المقدمة
لم تكن هناك اشتباكات كبيرة منذ معركة وادي الفرات، الأنبار في مايو ونوفمبر 2005. لكن ذلك لم يعني أن الوحدات المدربة جيدًا من المتمردين تم تدميرها بالكامل. قامت مجموعات من المتمردين السنة العرب يشتبه في ارتباطهم بـالقاعدة في العراق بإنشاء معسكرات تدريب شرق بغداد التي كانت تحتوي على وحدات منظمة جيدًا ومستعدة للقتال ضد القوات الأمريكية في معارك منظمة. خاض المظليون الأمريكيون معركة بهذا الشكل في قرية تركي في محافظة ديالى المتوترة، بالقرب من الحدود الإيرانية.
تمكن المتمردون من إنشاء معسكر تدريب بعد أن انسحبت القوات الأمريكية من المنطقة في خريف 2005، ويعتقد أنهم يقادون جزئيًا بواسطة رجل يُدعى أبو عبد الرحمن، وهو عراقي كندي انتقل إلى العراق في 1995 بعد زواجه من امرأة من تركي.
قال القادة العسكريون الأمريكيون الذين دربوا قوات الجيش العراقي إن مناطق ريفية أخرى في شرق ووسط ديالى حيث كانت القوات الأمريكية تفتقر إلى الإشراف تحولت إلى معسكرات مشابهة لتلك الموجودة في تركي. "الخريجون"، الذين ينتمون إلى مجموعة مظلة تُدعى "المجلس السني"، انتشروا بعد ذلك إلى المدن مثل بعقوبة، عاصمة المحافظة. كانت العنف الطائفي منتشرًا في ديالى، حيث كانت الجماعات السنية والشيعية تتنافس للسيطرة.

## المعركة
بدأت معركة تركي بعد أن طار الملازم كولونيل أندرو بوباس، قائد الكتيبة الخامسة، فوج الفرسان 73، وحدة من الفرقة 82 المحمولة جواً، مع جنود آخرين في مهمة استطلاعية على المنطقة في 12 نوفمبر. من طائرات الهليكوبتر التابعة لشركة C 1/150th Aviation من وست فرجينيا، رصد الطاقم سيارة بيضاء مغطاة بالأدغال وحفرة في الأرض بدت وكأنها مكان اختباء. قام الكولونيل بنقل فريق مكون من 8 أفراد وأرسل بعد ذلك جنودًا آخرين لمسح المنطقة.
اندلعت نيران عند الساعة 15 نوفمبر عندما وقع المظليون في كمين بالقرب من قرية تركي. تظاهر العديد من المتمردين بالاستسلام لاستدراج القوات الأمريكية من عرباتهم المدرعة إلى الأرض. تم تكرار هذه التكتيك لاستدراج أعضاء من الفرق A وB في مواقع أخرى. قال الضباط إنه في هذه المعركة، على عكس غالبية الاشتباكات في ديالى، وقف المتمردون وقاتلوا، بل نشروا وحدة بحجم سرية أظهرت انضباطًا مذهلاً ووصفها أحد القادة بأنها "في تشكيل عسكري مثالي". عادةً ما يتجنب المتمردون في العراق المواجهة المباشرة مع القوات الأمريكية، ويفضلون تكتيك الهجوم والهرب والانصهار عند رؤية المركبات المدرعة الأمريكية. كان المتمردون قد بنوا شبكة من الخنادق في الأراضي الزراعية، مع مناطق للنوم ومستودعات كبيرة للأسلحة. تم إخفاء مدافع مضادة للطائرات. استمرت المعركة لأكثر من 40 ساعة. كان يُعتقد أن هناك قادة إرهابيين كبار في الموقع، وأعطت المقاومة الشديدة من المتمردين هؤلاء القادة وقتًا للهروب.
في النهاية، تمكنت الكتيبة الخامسة من تدمير نظام الخنادق المتمردة الذي تم إنشاؤه في المنطقة. تم اكتشاف ستة مخابئ أسلحة للمتمردين خلال المعركة. شملت المخابئ أكثر من 400,000 رصاصة ذخيرة خفيفة، 15,000 رصاصة ذخيرة مدفع رشاش ثقيل، خمسة قوائم هاون، ثلاث رشاشات ثقيلة، ثلاث أسلحة مضادة للدبابات، اثنين من المدافع غير المرتدة وعدد كبير من قذائف الهاون والقنابل والإشارات والذخيرة الأخرى. ولكن لا يزال هناك العديد من معسكرات تدريب المتمردين في المنطقة. قُتل نقيب أمريكي وملازم، وكلاهما من خريجي ويست بوينت، في المعركة، إلى جانب 72 متمردًا وتم أسر 20 متمردًا.

## النتائج
في 25 مايو 2011، تم تكريم الكتيبة الخامسة، فوج الفرسان 73 من خلال منحها وسام الوحدة الرئاسية. تعد الكتيبة 5-73 فوج الفرسان الوحيدة التي تحصل على وسام PUC خلال عملية حرية العراق وواحدة من بين سبع جوائز فقط تم منحها لعمليات قتالية في العراق.